# 伏見宮博明王
伏見宮博明王（1932年1月26日—），是日本舊皇族、伏見宮博恭王長孫，即博義王的長子，伏見宮第26代當主。他也是日本文化振興會總裁、國際學士院總裁及美孚石油顧問。盟軍佔領日本後，日本皇室將博明臣籍降下，改稱伏見博明，由此不再是皇族成員。

## 生平
博明王父親是博義王，母親是博義王妃朝子。1938年（昭和十三年）10月19日父親博義王去世，其後在第二次世界大戰後（1946年、昭和二十一年）8月16日祖父博恭王也去世，14歲的他繼承了伏見宮家。1947年（昭和二十二年）10月14日奉駐日盟軍總司令部（GHQ）指示皇籍離脱，改名伏見博明。從美國麻省理工學院留學回日以後擔任美孚石油顧問，2001年（平成十三年）成為日本文化振興會第五代總裁。

## 家族
與和子夫人育有朗子、宣子、雅子三女。

## 相關項目
- 皇族

## 外部連結
- 伏見宮家御家族の写真アルバム （页面存档备份，存于）

| 王室頭銜      | 王室頭銜                                | 王室頭銜 |
| ------------- | --------------------------------------- | -------- |
| 日本皇室      |                                         |          |
| 前任： 博恭王 | 伏見宮當主 1946年8月3日－1947年10月14日 | 皇籍離脱 |
| 王位覬覦者    |                                         |          |
| 無            | 伏見家當主 1947年10月14日－             | 現任     |